# Полипорус
Поли́порус (лат. Polyporus) — род грибов из семейства Полипоровые (Polyporaceae).

## Описание
Плодовые тела однолетние, с разделением на шляпку и ножку. Поверхность шляпки гладкая или покрытая чешуйками или опушением, окрашена обычно в различные оттенки коричневого, иногда в старости сиреневатая. Мякоть белая, жёсткая, при высыхании деревянистая. Спороносная поверхность (гименофор) пористая, белая, иногда с желтоватым оттенком. Поры округлые или угловатые. Ножка иногда слабо заметная, центральная или эксцентрическая, гладкая или бархатистая, коричневая, нередко продольно морщинисто разлинованная.
Гифальная система димитическая, на неокрашенных гифах имеются пряжки. Цистиды отсутствуют. Споры цилиндрической формы, иногда изогнутые, с гладкими тонкими стенками, неокрашенные, неамилоидные.
Представители рода — сапротрофы, большей частью произрастающие на гниющей древесине лиственных деревьев. Лишь несколько видов известны на хвойных.
Наиболее близкие родственники полипорусов помещены в небольшой род Favolus. Они отличаются от полипорусов отсутствием пряжек на гифах.

## Таксономия

### Синонимы
- Atroporus Ryvarden, 1973
- Bresadolia Speg., 1883
- Cerioporus Quél., 1886
- Cyanosporus McGinty, 1909
- Dendropolyporus (Pouzar) Jülich, 1982
- Hexagonia Pollini, 1816, nom. rej.
- Lentus Lloyd ex Torrend, 1920
- Leucoporus Quél., 1886
- Melanopus Pat., 1874
- Polyporellus P.Karst., 1879

### Некоторые виды
Род Полипорус включает около 26 видов. Точное число видов неизвестно, не выяснено положение некоторых видов, нередко помещаемых в род Favolus Fr.
- Polyporus alveolaris (DC.) Bondartsev & Singer, 1941
- Polyporus arcularius (Batsch) Fr., 1821
- Polyporus brumalis (Pers.) Fr., 1818 — Трутовик зимний
- Polyporus ciliatus Fr., 1815
- Polyporus craterellus Berk. & M.A.Curtis, 1869
- Polyporus squamosus (Huds.) Fr., 1821 — Трутовик чешуйчатый
- Polyporus tuberaster (Battarra ex Paulet) Fr., 1815 typus — Трутовик клубненосный
- Polyporus umbellatus (Pers.) Fr., 1821 — Трутовик зонтичный
- Polyporus varius (Pers.) Fr., 1821 — Трутовик изменчивый